# Metulje
Metulje – wieś w Słowenii, w gminie Bloke. W 2018 roku liczyła 55 mieszkańców.